# Matt Weinberg
Matthew Phillip Weinberg (ur. 13 czerwca 1990 w Los Angeles) – amerykański aktor dziecięcy, występował w takich filmach jak X-men czy Gorąca laska.

## Życiorys
Urodził się w Los Angeles w stanie Kalifornia. Ma młodszego brata, Mike’a, który także jest aktorem. Wystąpił w roli Tommy’ego w filmie X-men (2000), Boogera w Gorącej lasce (2002), a także dubbing do filmu Król lew 3: Hakuna matata i rola Kyle’a w filmie Grzanie ławy.
W 2006 roku zerwał z zawodem aktora.

## Filmografia

### Filmy
- Eli’s Theory (1999) jako Eli
- Upiorny dom (2000) jako Max
- X-men (2000) jako Tommy
- Ostatni taniec (2000) jako Alex Cope
- Wyrok mediów (2000) jako Nicholas
- Bad Boy (2002) jako Dawg
- Gorąca laska (2002) jako Booger Spencer
- Haunted Lighthouse (2003) jako Mike
- The O’Keefes (2003) jako Mark O’Keefe
- Who’s Your Daddy? (2003) jako Ośmiolatek
- Grzanie ławy (2006) jako Kyle

### Seriale
- Przyjaciele jako Raymond
- Dotyk anioła jako Mickey
- Łowcy koszmarów jako Sam Lowe

### Głosy
- Król lew 3: Hakuna matata jako młody Simba